# Viola nagasawae
Viola nagasawae Makino & Hayata – gatunek roślin z rodziny fiołkowatych (Violaceae). Występuje endemicznie na Tajwanie. 

## Morfologia
PokrójBylina tworząca kłącza i rozłogi.
LiścieBlaszka liściowa ma kształt od owalnego do eliptycznego. Mierzy 1–1,5 cm długości oraz 0,8–1 cm szerokości, jest karbowana na brzegu, ma sercowatą nasadę i tępy wierzchołek. Ogonek liściowy jest nagi i ma 30 mm długości. Przylistki są szydłowate i osiągają 7 mm długości.
KwiatyPojedyncze, wyrastające z kątów pędów. Mają działki kielicha o równowąsko lancetowatym kształcie i dorastające do 4–5 mm długości. Płatki są odwrotnie jajowate, mają purpurową barwę oraz 9–11 mm długości, dolny płatek jest odwrotnie jajowaty, mierzy 8 mm długości, posiada obłą ostrogę o długości 2 mm.
OwoceTorebki mierzące 5 mm długości, o jajowatym kształcie.

## Biologia i ekologia
Rośnie na łąkach i skarpach. 

## Zmienność
W obrębie tego gatunku wyróżniono jedną odmianę:
- V. nagasawae var. pricei (W.Becker) J.C.Wang & T.C.Huang – występuje na Tajwanie[5]